# Manuel Albalat
Manuel Albalat Aubiol (Palamós, 1954) es un deportista español que compitió en vela en la clase 470. Ganó una medalla de oro en el Campeonato Mundial de 470 de 1974.

## Palmarés internacional
| \| Campeonato Mundial \| Campeonato Mundial \| Campeonato Mundial \| Campeonato Mundial \| \| Año \| Lugar \| Medalla \| Clase \| \| ------------------ \| ------------------ \| ------------------ \| ------------------ \| \| 1974 \| Nápoles ( Italia) \| Medalla de oro \| 470 \| |                   |                |       |
| Campeonato Mundial |                   |                |       |
| Año | Lugar             | Medalla        | Clase |
| 1974 | Nápoles ( Italia) | Medalla de oro | 470   |